# Daedaleopsis confragosa
Daedaleopsis confragosa ((Bolton) J. Schröt., in Cohn, Krypt.-Fl. Schlesien (Breslau) 3(1): 492 (1888)) è una specie di funghi.

## Descrizione della specie
Cappello 
Sessile, piano o lievemente convesso, semicircolare o reniforme, con superficie ruvida, colore bruno rossiccio o mattone, con zonature circolari.
 Tubuli 
Lunghi e concolori al cappello.
 Pori 
Allungati o in parte labirintiformi, colore bruno rossastri.
 Carne 
Consistenza subero-coriacea, poi legnosa e color legno.
 Spore 
Cilindriche, lievemente incurvate, bianche in massa.

## Habitat
Cresce su ceppaie, su tronchi e rami di latifoglie viventi o morte, tutto l'anno.

## Commestibilità
Fungo legnoso e pertanto non commestibile.

## Etimologia
Dal latino confragosus, scabroso, per l'aspetto scabroso della superficie del cappello.

## Sinonimi o binomi obsoleti
- Agaricus confragosus (Bolton) Murrill, Bull. Torrey bot. Club 32(2): 86 (1905)
- Agaricus tricolor Bull., Hist. Champ. France (Paris) 15: 541 (1791)
- Amauroderma confragosum (Van der Byl) D.A. Reid, Jl S. Afr. Bot. 39(2): 156 (1973)
- Boletus confragosus Bolton, Hist. Fung. Halifax, App.: 160 (1792)
- Cellularia tricolor (Bull.) Kuntze, Revis. gen. pl. (Leipzig) 3: 452 (1898)
- Daedalea bulliardii Fr., Systema mycologicum (Lundae) 1: 335 (1821)
- Daedalea confragosa (Bolton) Pers., Synopsis Methodica Fungorum (Göttingen): 501 (1801)
- Daedalea confragosa f. bulliardii (Fr.) Domański, Orloś & Skirg., Flora Polska. Grzyby, II: 249 (1967)
- Daedalea confragosa f. rubescens (Alb. & Schwein.) Domański, Orloś & Skirg., Flora Polska. Grzyby, II: 249 (1967)
- Daedalea confragosa subsp. rubescens Alb. & Schwein.
- Daedalea rubescens Alb. & Schwein., Consp. fung. lusat., in Lusatiae Superioris Agro Niskiensi Crescentium e Methodo Persooniana (Leipzig): 238 (1805)
- Daedalea sepiaria var. tricolor (Bull.) Fr., Systema mycologicum (Lundae) 3(1): 83 (1832)
- Daedalea tricolor (Bull.) Fr., Mycol. eur. (Erlanga) 3: 12 (1828)
- Daedaleopsis confragosa var. bulliardii (Fr.) Ljub., in Lyubarskiĭ & Vasil'eva, Derevorazrushayushchie Griby Dal'nega Vostoka [Wood destroying fungi of the [Soviet] far East] (Novosibirsk): 140 (1975)
- Daedaleopsis confragosa (Bolton) J. Schröt., Krypt.-Fl. Schlesien, III Pilze (Breslau) 3: 492 (1888) var. confragosa
- Daedaleopsis confragosa var. rubescens (Alb. & Schwein.) Ljub., in Lyubarskiĭ & Vasil'eva, Derevorazrushayushchie Griby Dal'nega Vostoka [Wood destroying fungi of the [Soviet] far East] (Novosibirsk): 140 (1975)
- Daedaleopsis confragosa var. tricolor (Bull.) Bondartsev,: 571 (1953)
- Daedaleopsis rubescens (Alb. & Schwein.) Imazeki, Acta phytotax. geobot., Kyoto 13: 251 (1943)
- Daedaleopsis tricolor (Bull.) Bondartsev & Singer, Annales Mycologici 39: 64 (1941)
- Ischnoderma confragosum (Bolton) Zmitr. [as 'confragosa'], (2001) Recent record: see Index of Fungi
- Ischnoderma tricolor (Bull.) Zmitr., (2001) Recent record: see Index of Fungi
- Lenzites confragosa (Bolton) Pat., Essai Tax. Hyménomyc.: 89 (1900)
- Lenzites tricolor (Bull.) Fr., Epicrisis systematis mycologici (Uppsala): 406 (1838) [1836]
- Lenzites tricolor var. rubescens (Alb. & Schwein.) Teng, Fungi of China (Ithaca): 394 (1996)
- Polyporus bulliardii (Fr.) Pers., Mycol. eur. (Erlanga) 2: 69 (1825)
- Polyporus confragosus Van der Byl, S. Afr. J. Sci. 24: 225 (1927)
- Striglia confragosa (Bolton) Kuntze, Revis. gen. pl. (Leipzig) 2: 871 (1891)
- Trametes bulliardii (Fr.) Fr. [as 'bulliardi'], Epicrisis systematis mycologici (Uppsala): 491 (1838)
- Trametes confragosa (Bolton) Jørst., Atlas des Champignons de l'Europe 3: 286 (1939)
- Trametes confragosa f. bulliardi (Fr.) Pilát, (1939)
- Trametes confragosa f. rubescens (Alb. & Schwein.) Pilát, (1939)
- Trametes rubescens (Alb. & Schwein.) Fr., Epicrisis systematis mycologici (Uppsala): 492 (1838)
- Trametes rubescens var. tricolor (Bull.) Pilát, Bull. trimest. Soc. mycol. Fr. 48(1): 20 (1932)
- Trametes tricolor (Bull.) Lloyd, Mycol. Writ. 6: 998 (1920)